# اوک بی، بریتیش کلمبیا
اوک بی، بریتیش کلمبیا (به انگلیسی: Oak Bay, British Columbia) یک منطقهٔ مسکونی در کانادا است که در بریتیش کلمبیا واقع شده‌است. اوک بی ۱۰٫۵۳ کیلومتر مربع مساحت دارد ۳۴ متر بالاتر از سطح دریا واقع شده‌است.